# Tubigorgia cylindrica
Tubigorgia cylindrica is een zachte koraalsoort uit de familie Anthothelidae. De koraalsoort komt uit het geslacht Tubigorgia. Tubigorgia cylindrica werd in 1985 voor het eerst wetenschappelijk beschreven door Pasternak. 